# Campionatul European de Baschet Feminin
Campionatul European de Baschet Feminin, cunoscut și sub numele Eurobaschet (feminin), este o competiție care se desfășoară din doi în doi ani între echipele naționale de baschet feminin. Este organizată de FIBA Europe.